# 461 (číslo)
Čtyři sta šedesát jedna je přirozené číslo. Následuje po číslu čtyři sta šedesát a předchází číslu čtyři sta šedesát dva. Římskými číslicemi se zapisuje CDLXI a řeckými číslicemi υξα.

## Matematika
461 je:
- Deficientní číslo
- Prvočíslo
- Nešťastné číslo

## Astronomie
- (461) Saskia je planetka hlavního pásu, kterou objevil v roce 1900 Max Wolf

## Roky
- 461
- 461 př. n. l.